# Miguel Torres Rosales
Miguel Torres Rosales (Zacatecas, Zacatecas; 26 de agosto de 1963) es un político y abogado mexicano.
Actualmente desempeña el cargo de Diputado Federal de la LXV Legislatura (2021-2024).

## Trayectoria Política
Inicia su carrera política al afiliarse al Partido de la Revolución Democrática. 
Durante tres períodos presidente municipal de Villanueva, Zacatecas.

## Cargos públicos
- Diputado federal por el Distrito IX de la LVII Legislatura (1997-2000)
- Presidente municipal de Villanueva, Zacatecas (2001-2004)
- Presidente municipal de Villanueva, Zacatecas (2013-2016)
- Presidente Municipal de Villanueva, Zacatecas (2018-2021)